# Antonino Migliore
Antonino Migliore (Serradifalco, 7 giugno 1946) è un vescovo cattolico italiano, dal 19 ottobre 2022 vescovo emerito di Coxim.

## Biografia
Nasce da una famiglia di cattolici praticanti a Serradifalco, nella diocesi di Caltanissetta.

### Formazione e ministero sacerdotale
Dopo gli studi nel seminario diocesano di Caltanissetta, ottiene la licenza in catechetica nel Pontificio Ateneo Salesiano di Roma. Il 29 giugno del 1969 è ordinato sacerdote. Dal 1986 al 1997 va, su sua richiesta, in Brasile dove è parroco prima nella diocesi di Piracicaba e poi nella prelatura territoriale di Coxim. Al rientro in Italia è ancora parroco nella sua diocesi di origine.

### Ministero episcopale
Il 10 maggio 2000 papa Giovanni Paolo II lo nomina vescovo prelato di Coxim. Il successivo 23 giugno è consacrato vescovo nella cattedrale di Caltanissetta dal cardinale Lucas Moreira Neves, prefetto della Congregazione per i vescovi, co-consacranti Alfredo Maria Garsia, vescovo di Caltanissetta, l'arcivescovo Alfio Rapisarda, nunzio apostolico in Brasile e i cardinali Salvatore Pappalardo, arcivescovo emerito di Palermo e Salvatore De Giorgi, arcivescovo di Palermo.
Il 13 novembre 2001, dopo l'elevazione della prelatura di Coxim al rango di diocesi, lo stesso Papa lo ha nominato primo vescovo della diocesi.

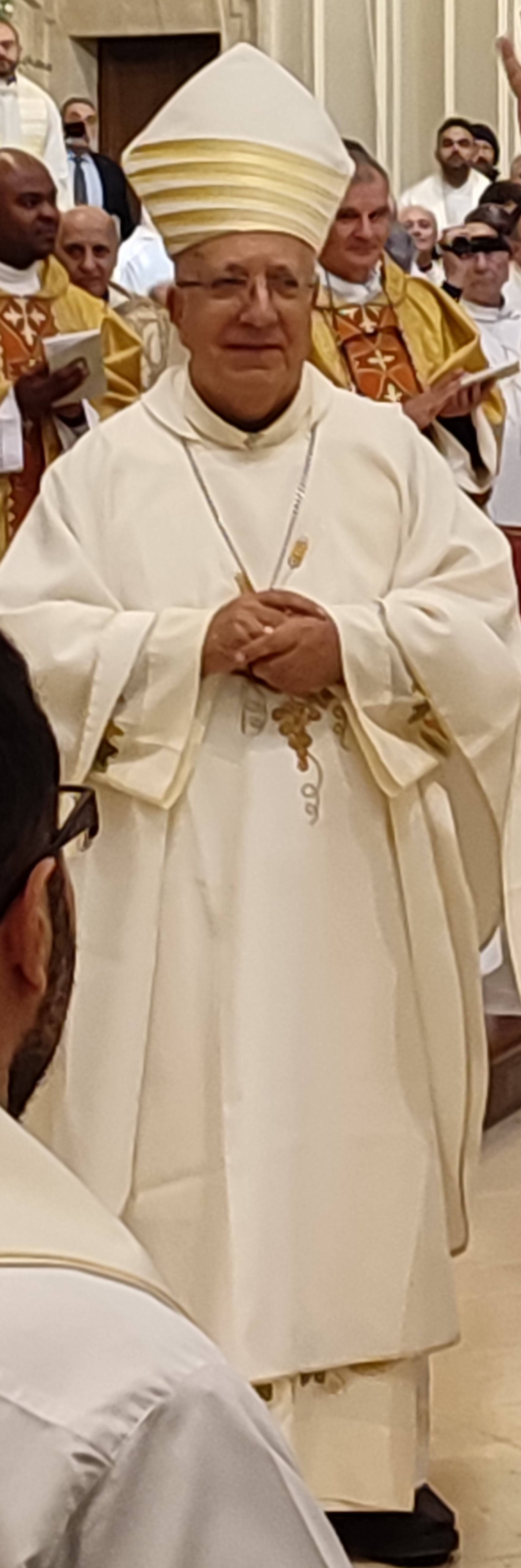
Mons. Antonino Migliore il 18 marzo 2023

Il 19 ottobre 2022 papa Francesco accoglie la sua rinuncia al governo pastorale della diocesi per raggiunti limiti di età; gli succede Otair Nicoletti, del clero della diocesi di Dourados, finora vicario generale e rettore del seminario diocesano.
Da emerito, si ritira nella sua città natale, Serradifalco, collaborando col clero locale.

## Genealogia episcopale e successione apostolica
La genealogia episcopale è:
- Cardinale Scipione Rebiba
- Cardinale Giulio Antonio Santori
- Cardinale Girolamo Bernerio
- Arcivescovo Galeazzo Sanvitale
- Cardinale Ludovico Ludovisi
- Cardinale Luigi Caetani
- Cardinale Ulderico Carpegna
- Cardinale Paluzzo Paluzzi Altieri degli Albertoni
- Papa Benedetto XIII
- Papa Benedetto XIV
- Papa Clemente XIII
- Cardinale Bernardino Giraud
- Cardinale Alessandro Mattei
- Cardinale Pietro Francesco Galleffi
- Cardinale Giacomo Filippo Fransoni
- Cardinale Carlo Sacconi
- Cardinale Edward Henry Howard
- Cardinale Mariano Rampolla del Tindaro
- Cardinale Rafael Merry del Val
- Arcivescovo Duarte Leopoldo e Silva
- Arcivescovo Paulo de Tarso Campos
- Cardinale Agnelo Rossi
- Cardinale Lucas Moreira Neves, O.P.
- Vescovo Antonino Migliore

La successione apostolica è:
- Vescovo Otair Nicoletti (2022)